# Josep Martínez
Josep Martínez Riera (ur. 27 maja 1998 w Alzirze) – hiszpański piłkarz występujący na pozycji bramkarza we włoskim klubie Genoa oraz w reprezentacji Hiszpanii. Wychowanek FC Barcelony, w trakcie swojej kariery grał także w takich zespołach, jak UD Las Palmas oraz RB Leipzig.